# Jambeiro (São Paulo)
Jambeiro é um município brasileiro do estado de São Paulo, localizado na microrregião do Paraibuna e Paraitinga.

## História
Os primeiros registros de povoamento, se datam a partir do século XVIII, a freguesia de Nossa Senhora do Capivari conseguiu em 30 de março de 1876 sua emancipação de Caçapava pela Lei Provincial n° 56. Posteriormente o nome da freguesia foi mudado para "Jambeiro" devido à abundância dessas árvores pela vila e pelo seu fruto ser muito apreciado pelos moradores. A santa padroeira do município é Nossa Senhora das Dores, sendo comemorado no dia 15 de setembro ou no domingo posterior a essa data, a Festa de Louvor a Excelsa Padroeira de Jambeiro.

## Geografia
Localiza-se a uma latitude 23º15'13" sul e a uma longitude 45º41'16" oeste, estando a uma altitude de 695 metros. 
A área rural do município é cortado pela Serra do Jambeiro, formação que conta com altitudes superando ligeiramente a marca dos mil metros em relação ao nível do mar, pertencente ao complexo da serra do Mar.
A densidade demográfica é de 33,74 hab/km².
Os municípios limítrofes são Caçapava e São José dos Campos a norte, Redenção da Serra a leste, Paraibuna a sul, Santa Branca a sudoeste e Jacareí a oeste.

### Hidrografia
- Rio Capivari

### Rodovias
- Rodovia João do Amaral Gurgel
- Rodovia Professor Júlio de Paula Moraes
- Rodovia dos Tamoios

## Infraestrutura

### Comunicações
O sistema de telefones automáticos foi inaugurado na cidade em 1977 pela Telecomunicações de São Paulo (TELESP), que também implantou o sistema de discagem direta à distância (DDD) em 1988 com o código de área (0123). Anteriormente a cidade era atendida pela Companhia de Telecomunicações do Estado de São Paulo (COTESP).
Na década de 90 o código DDD da cidade foi alterado para (012), para padronização do sistema telefônico com a telefonia celular que estava sendo implantada em todo o estado.

## Administração
- Prefeito: Carlos Alberto de Souza (2021/2024)
- Vice-prefeita: Lucy Kelly de Paula
- Presidente da câmara: Henrique Garcia de Alencar (2021/2022)
- Vice-Presidente: Sebastião Vitorino Coelho Neto (2021/2022)

## Economia
Em 2017, o PIB per capita de Jambeiro foi de R$ 36.787,92, que a posicionou em 747º lugar entre os municípios brasileiros e 150º no estado.